# اجتماع‌سازی
جامعه‌سازی یا اجتماع‌سازی (به انگلیسی: Community building)، فعالیت‌هایی است که در راستای ایجاد یا توسعه و تقویت اجتماع در میان گروهی از افراد در یک منطقه (مانند یک محله) یا بین یک گروه هم علاقه صورت می‌گیرد. جامعه‌سازی بخشی از توسعه جامعه است.
طیف گسترده‌ای از شیوه‌ها می‌تواند برای جامعه‌سازی مورد استفاده قرار گیرد از جمله: برنامه‌های خوراک مختصر گروهی، باشگاه کتاب، جشنواره‌ها و ساخت و ساز در محل با مشارکت افراد محلی.
کنشگران اجتماعی در کشورهای صنعتی وجود پدیده از دست دادن اجتماع را باعث فروپاشی اجتماعی و ظهور بسیاری از رفتارهای مضر می‌دانند. آنها تلاش در جامعه‌سازی می‌کنند با هدف افزایش عدالت اجتماعی، رفاه فردی و کاهش تأثیرات منفی تنها ماندن افراد.

## بازسازی اجتماع
رابرت پوتنام در کتاب خود «بولینگ به تنهایی» بیان می‌کند که رفاه جامعه وابسته به کیفیت روابط میان شهروندان آن جامعه است. او از این مسئله با عنوان سرمایه اجتماعی یاد می‌کند.